# Paul Kalas
Paul Kalas (grec: Πολ Κάλας)  (Nova York, 13 d'agost de 1967) és un astrònom greco-estatunidenc conegut pels seus descobriments de discos de restes al voltant d'estrelles. Kalas és el cap de l'equip que ha produït les primeres imatges en llum visible d'un exoplaneta amb moviment orbital, les de Fomalhaut b, a 25 anys-llum.

## Descobertes
| Al Microscopii | 14 d'octubre de 2003   |
| Fomalhaut      | 17 de maig de 2004     |
| HD 15115       | 17 de juliol de 2006   |
| HD 53143       | 11 de setembre de 2004 |
| HD 139664      | 14 d'octubre de 2004   |